# Marco Polo (serie televisiva)
Marco Polo è una serie televisiva statunitense di genere storico creata da John Fusco per Netflix. La serie si ispira liberamente a Il Milione, resoconto storico dei viaggi di Marco Polo, dettato da lui stesso. Marco Polo è interpretato da Lorenzo Richelmy. La serie si svolge alla corte di Kublai Khan, interpretato da Benedict Wong.
La serie ha debuttato il 12 dicembre 2014 ed è stata rinnovata per una seconda stagione, pubblicata il 1º luglio 2016. In data 12 dicembre 2016, la serie è stata cancellata.

## Trama
Venezia, 1271. Il giovane Marco Polo, al seguito del padre Niccolò e dello zio Matteo, intraprende un lungo viaggio che lo conduce fin nel cuore del potente Impero Mongolo, presso la corte di Kublai Khan. Abbandonato come ostaggio dal padre e dallo zio nelle mani del Khan per potersi garantire il libero accesso alla Via della Seta, Marco entra a far parte della corte di Kublai, immergendosi sempre di più nel cuore delle tradizioni e della cultura dell'Asia Orientale.
Entrato nelle grazie del Khan, il giovane è testimone dei tentativi di Kublai di tenere insieme ed espandere ulteriormente il suo sterminato impero, tra intrighi di corte, cospirazioni, lotte di potere e il conflitto in corso con l'ormai decadente Dinastia Song, ultimo baluardo del millenario impero cinese contro la potenza mongolica.

## Episodi
| Stagione         | Episodi | Pubblicazione USA | Pubblicazione Italia |
| ---------------- | ------- | ----------------- | -------------------- |
| Prima stagione   | 10      | 2014              | 2015                 |
| Speciale         | 1       | 2015              | 2015                 |
| Seconda stagione | 10      | 2016              | 2016                 |

## Personaggi e interpreti

### Personaggi principali
- Marco Polo (stagioni 1–2), interpretato da Lorenzo Richelmy, doppiato da Alessio Nissolino.
- Kublai Khan (stagioni 1–2, speciale natalizio), interpretato da Benedict Wong, doppiato da Alberto Angrisano.
- Imperatrice Chabi (stagioni 1–2), interpretata da Joan Chen, doppiata da Rossella Izzo.
- Kaidu (stagioni 1–2), interpretato da Rick Yune, doppiato da Riccardo Scarafoni.
- Yusuf (stagione 1), interpretato da Amr Waked, doppiato da Stefano Benassi.
- Principe Altai/Zhenjin (stagioni 1–2), interpretato da Remy Hii, doppiato da Leonardo Graziano.
- Kokachin (stagioni 1–2), interpretata da Zhu Zhu, doppiata da Valentina Favazza.
- Li Jinbao "Cento Occhi" (stagioni 1–2, speciale natalizio), interpretato da Tom Wu, doppiato da Simone D'Andrea.
- Ahmad (stagioni 1–2), interpretato da Mahesh Jadu, doppiato da Francesco Venditti.
- Mei Lin (stagioni 1–2), interpretata da Olivia Cheng, doppiata da Monica Ward.
- Byamba (stagioni 1–2), interpretato da Uli Latukefu, doppiato da Stefano Macchi.
- Jia Sidao (regolare: stagione 1; ospite: stagione 2), interpretato da Chin Han, doppiato da Sergio Lucchetti.
- Niccolò Polo (stagioni 1–2), interpretato e doppiato da Pierfrancesco Favino.
- Nayan (stagione 2), interpretato da Ron Yuan.
- Khutulun (ricorrente: stagione 1; regolare: stagione 2), interpretata da Claudia Kim, doppiata da Francesca Manicone.
- Shabkana (stagione 2), interpretata da Jacqueline Chan.
- Orus (stagione 2), interpretato da Leonard Wu.
- Gerel (stagione 2), interpretato da Thomas Chaanhing.
- Arban (stagione 2), interpretato da Chris Pang.
- Papa Gregorio X (stagione 2), interpretato da Gabriel Byrne.
- Loto (Lotus) (stagione 2, speciale natalizio), interpretata da Michelle Yeoh.

### Personaggi secondari
- Matteo Polo (stagione 1), interpretato e doppiato da Corrado Invernizzi.
- Ariq Böke (stagione 1), interpretato da Amarsaikhan Baljinnyam, doppiato da Massimo Bitossi.
- Imperatrice vedova Xie Daoqing (stagione 1), interpretata da Tan Kheng Hua, doppiata da Roberta Pellini.
- Jing Fei (stagione 1), interpretata da Shu An Oon, doppiata da Giuppy Izzo.
- Sabbah (stagione 1), interpretato da Darwin Shaw, doppiato da Alessio Cigliano.
- Za Bing (stagione 1), interpretato da Lawrence Makoare, doppiato da Stefano Mondini.

## Produzione
La serie venne originariamente sviluppata da Starz, che ne annunciò l'acquisto a gennaio 2012. Dopo aver tentato più volte di iniziare le riprese in Cina senza alcun successo, il progetto venne riconsegnato alla casa di produzione originale The Weinstein Company. Il progetto venne dunque acquistato da Netflix, che commissionò la produzione di 10 episodi per un costo totale di circa 90 milioni di dollari. Il servizio di streaming annunciò ufficialmente la serie a gennaio 2014 insieme alla notizia che i registi e produttori esecutivi della serie Joachim Rønning e Espen Sandberg avrebbero diretto l'episodio pilota.

### Riprese
La serie è stata girata in Italia, in Kazakistan e ai Pinewood Studios in Malaysia.

## Distribuzione
La serie è interamente disponibile sul servizio di video on demand Netflix. La prima stagione è stata pubblicata il 12 dicembre 2014 in tutti i territori in cui il servizio è disponibile; in Italia la stagione è disponibile dal 22 ottobre 2015. Nel gennaio 2015 Netflix ha rinnovato la serie per una seconda stagione, pubblicata il 1º luglio 2016. Nel dicembre 2016 Netflix ha annunciato di aver cancellato la serie.